# Yanqi (Huairou)

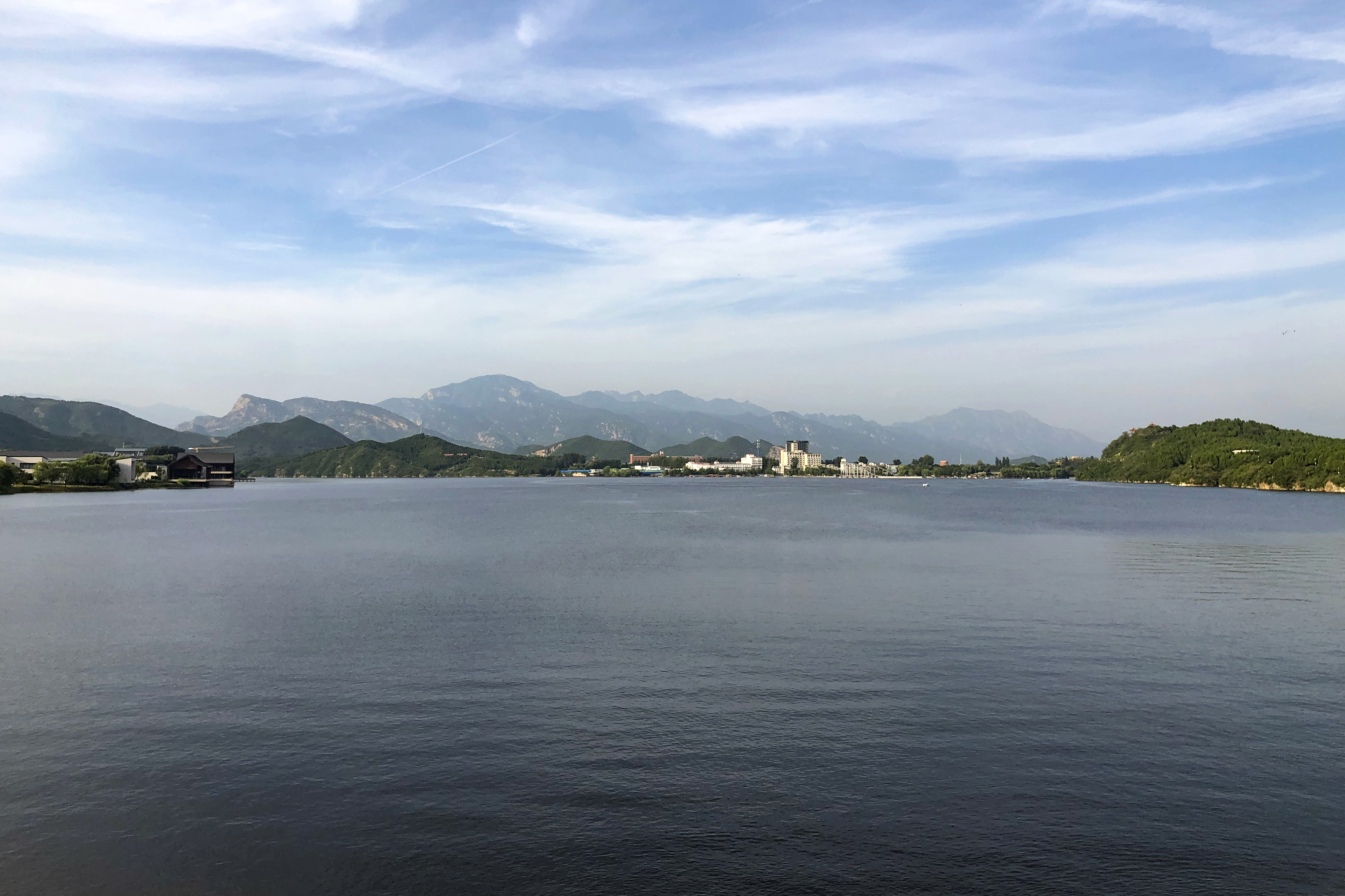
Yanqi-See, Blick nach Norden

Yanqi (chinesisch 雁棲地區 / 雁栖地区, Pinyin Yànqī Dìqū) im Stadtbezirk Huairou der chinesischen Hauptstadt Peking ist sowohl ein Gebietsbüro (zuständig für die urbane Bevölkerung), als auch eine Großgemeinde (zuständig für die ländlichen Bereiche). Yanqi hat eine Fläche von 154,1 km², im Jahr 2021 lebten dort 12.800 Menschen. Neben dem Tourismus – pro Jahr kommen rund 1,58 Millionen Reisende in das Gebiet – ist der wichtigste Wirtschaftsfaktor der Walnussanbau. In den Bergen im Norden von Yanqi sind auf 133 ha 150.000 Walnussbäume gepflanzt; jeder Landwirt dort besitzt im Durchschnitt 100 Bäume.
Im Dorf Chengezhuang befindet sich die Hochschule für Raumfahrttechnik der Strategischen Kampfunterstützungstruppe der Volksbefreiungsarmee. Etwa 2 km südöstlich davon, im Dorf Leyuanzhuang, besitzt das Institut für Mechanik der Chinesischen Akademie der Wissenschaften eine Außenstelle, wo es zwei Hyperschall-Windkanäle für Mach 9 bzw. Mach 30 betreibt.

## Geschichte
Das heutige Yanqi bestand ursprünglich aus den Gemeinden Badaohe und Fangezhuang. In der Qing-Dynastie gehörte Badaohe zum Kreis Luanping von Chengde, Fangezhuang dagegen zum Kreis Huairou der Hauptstadtpräfektur. Diese administrative Gliederung wurde bis zum Juli 1956 beibehalten. Dann wurde jede der beiden Gemeinden in zwei einzelne Gemeinden aufgeteilt. Im Dezember 1957 wurde der alte Zustand jedoch wieder hergestellt. Am 6. September 1958 wurde im Zuge des Großen Sprungs nach vorn im Kreis Huairou auf dem Gebiet, das etwa dem heutigen Gebietsbüro Huairou entspricht, die Volkskommune Ostwind (东风人民公社) gegründet, die Gemeinden Badaohe und Fangezhuang wurden als zwei getrennte Produktionsbrigaden (大队) in die Kommune integriert. Ende Oktober 1959 wurde aus der Volkskommune Shisanling (十三陵人民公社), heute eine Großgemeinde im benachbarten Stadtbezirk Changping, die Volkskommune Mauerpass (城关人民公社) als eigenständige Einheit ausgegliedert. Die Produktionsbrigade Badaohe kam nun zur Kommune Mauerpass, im März 1960 auch die Produktionsbrigade Fangezhuang.
Im Jahr 1961 wurden Badaohe und Fangezhuang aus der Volkskommune Mauerpass ausgegliedert und zu zwei eigenständigen Volkskommunen, die 1983 im Zuge der Reform- und Öffnungspolitik wieder in Gemeinden umgewandelt wurden. Am 18. November 1994 wurde die Gemeinde Fangezhuang mit Wirkung vom 1. Januar 1995 zur Großgemeinde hochgestuft, mit damals 15 Verwaltungsdörfern. Der Name der Großgemeinde wurde in „Yanqi“ geändert, nach dem Yanqi He (雁栖河, „Fluss wo die Wildgänse nisten“), einem kleineren Fluss, dessen beiden Zuflüsse in den nördlichen Bergen bei Badaohe und Lianhuachi entspringen und der sich bei Baiyachang in den Beitaishang-Speichersee (北台上水库) ergießt, auch bekannt als „Yanqi-See“ (雁栖湖).
Am 28. Mai 1998 wurde die Gemeinde Badaohe aufgelöst und als Verwaltungsdorf in die Großgemeinde Yanqi integriert, die nun aus 21 Dörfern bestand. Der Begriff „Dorf“ ist hierbei jedoch nicht immer wörtlich zu nehmen. Während zum Beispiel Guandi oder Shentangyu im Norden der Großgemeinde tatsächliche Bergdörfer sind, geht Yanqi in seinem südlichen Teil nahtlos in die anderen Großgemeinden von Huairou und den Stadtbereich von Peking über. Daher wurde am 14. November 2002 per Beschluss Nr. 399 des Stadtrats von Peking in Yanqi als parallele Verwaltungseinheit ein Gebietsbüro (地区办事处) eingerichtet, das seitdem für die städtische Bevölkerung der Großgemeinde zuständig ist.

## Administrative Gliederung

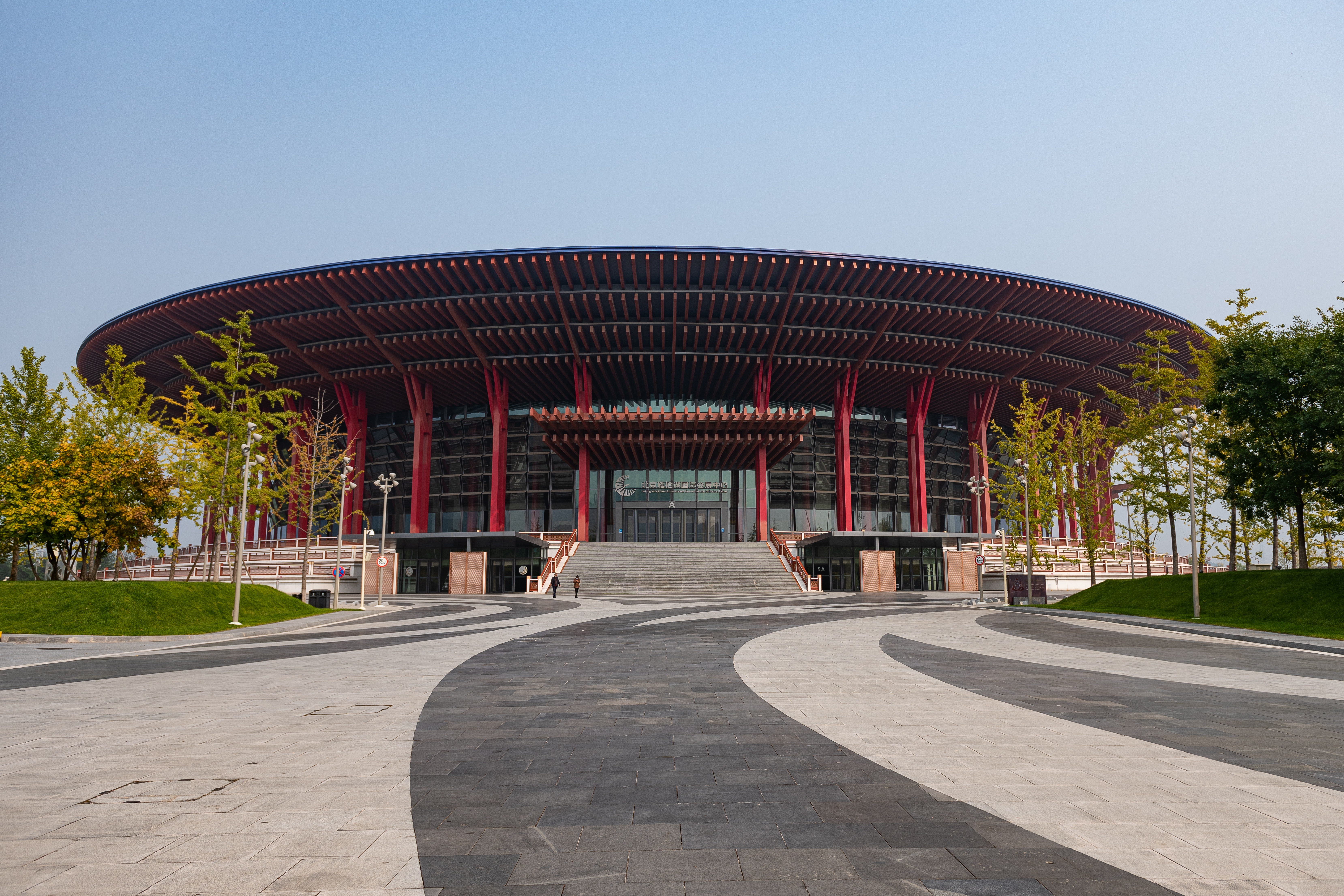
Internationales Kongresszentrum Yanqi-See in Xiaxinzhuang

Yanqi setzt sich aus zwei Einwohnergemeinschaften und 21 Verwaltungsdörfern zusammen.
Diese sind:
| Einwohnergemeinschaft Baiquan (柏泉社区); Einwohnergemeinschaft Xincun (新村社区), Regierungssitz von Gebietsbüro und Großgemeinde; Dorf Badaohe (八道河村); Dorf Baiyachang (柏崖厂村); Dorf Beitaishang (北台上村); Dorf Beitaixia (北台下村); Dorf Beiwan (北湾村); Dorf Changyuan (长元村); Dorf Chengezhuang (陈各庄村); Dorf Dadi (大地村); Dorf Fangezhuang (范各庄村); Dorf Guandi (官地村); | Dorf Jiaojiehe (交界河村); Dorf Leyuanzhuang (乐园庄村); Dorf Lianhuachi (莲花池村); Dorf Quanshuitou (泉水头村); Dorf Shentangyu (神堂峪村); Dorf Shipian (石片村); Dorf Toudaoliang (头道梁村); Dorf Xizhazi (西栅子村); Dorf Xiaxinzhuang (下辛庄村); Dorf Xiazhuang (下庄村); Dorf Yonglezhuang(永乐庄村). |

## Verkehrsanbindung

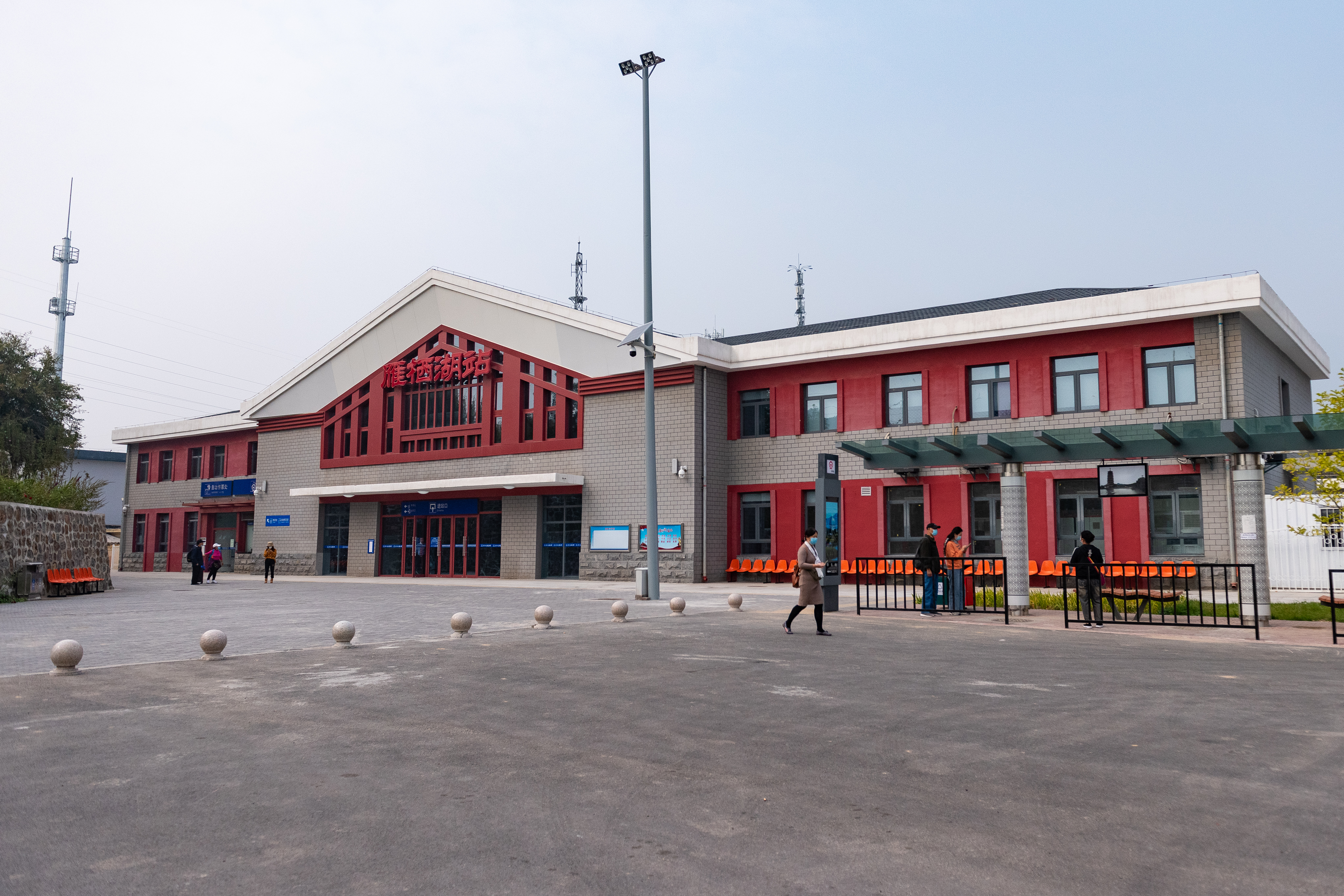
Haltestelle Yanqihu

Yanqi ist über die Nationalstraße 111 einerseits mit dem Flughafen Peking-Hauptstadt und der Innenstadt von Peking verbunden, andererseits mit dem Osten der Inneren Mongolei und der Provinz Heilongjiang. Über die Kreisstraße 004 ist der Süden von Yanqi mit dem Abschnitt Mutianyu der Chinesischen Mauer, dem Ausflugsgebiet Shentangyu (神堂峪自然风景区) und dem Waldpark Guifenggu (龟峰谷山林公园) verbunden.
Etwa 1,5 km nördlich des Stadtzentrums, unweit des Internationalen Kongresszentrums Yanqi-See (雁栖湖国际会议中心) in Xiaxinzhuang, befindet sich eine 1976 unter dem Namen „Bahnhof Fangezhuang“ (范各庄火车站) erbaute Haltestelle der Pekinger Vorortlinie S 5 vom Nordbahnhof nach Gubeikou in Miyun. Am 15. Juli 2019 wurde der Bahnhof in „Haltestelle Yanqihu“ (雁栖湖站) umbenannt.
Durch die Elektrifizierung der Strecke konnte am 30. September 2020 die Höchstgeschwindigkeit der Züge von 70 km/h auf 100 km/h erhöht werden, wodurch sich die Fahrtzeit von Yanqihu in die Innenstadt mit den auf der Strecke eingesetzten Triebzügen vom Typ CRH6F auf eine Stunde verkürzte.
In Yanqihu hält auch die S 6 von Huairou-Nord nach Tongzhou-West. Auf dieser Strecke, wo die Höchstgeschwindigkeit bei 160 km/h liegt, können Pendler in wenig mehr als einer Stunde den Süden von Peking erreichen.